# Leptogorgia purpurea
Leptogorgia purpurea is een zachte koraalsoort uit de familie Gorgoniidae. De koraalsoort komt uit het geslacht Leptogorgia. Leptogorgia purpurea werd in 1767 voor het eerst wetenschappelijk beschreven door Pallas. 